# La Sierrita (paroisse civile)
Pour les articles homonymes, voir La Sierrita.
La Sierrita est l'une des sept paroisses civiles de la municipalité de Mara dans l'État de Zulia au Venezuela. Sa capitale est La Sierrita.